# Chemotrofie
Chemotrofie je způsob získávání energie pro budování organických sloučenin u chemotrofních organismů.
Tyto organismy získávají energii pro syntézu organických sloučenin rozkladem látek, které přijímají z okolí. Ty mohou být organického (tzv. chemoorganotrofie) nebo anorganického (chemolitotrofie) původu. Protipólem chemotrofie je fototrofie, kdy je energie získávána ze světla.